# Prachtbeer
De prachtbeer (Utetheisa pulchella) is een nachtvlinder uit de familie van de spinneruilen (Erebidae) 
en de onderfamilie van de beervlinders (Arctiinae). De spanwijdte bedraagt tussen de 29 en 42 millimeter.
De waardplanten komen uit de geslachten vergeet-mij-nietje, Echium, Borago en ossentong.
De vlinder komt voor in Afrika, Zuid-Europa, Centraal- en Zuid-Azië en Australië. In Nederland en België is de prachtbeer een zeer zeldzame trekvlinder die in België na 1960 slechts twee keer is waargenomen. In het warme najaar van 2022 waren er echter tientallen waarnemingen . 